# Wutike
Wutike ist ein Ortsteil der Gemeinde Gumtow im Landkreis Prignitz in Brandenburg.

## Geografie
Der Ort liegt neun Kilometer nordöstlich von Gumtow und 35 Kilometer östlich von Perleberg. Zum östlichsten Ortsteil der Gemeinde Gumtow gehören der zwei Kilometer südwestlich zu findende Wohnplatz Bahnhof Wutike und der drei Kilometer südwestlich gelegene Wohnplatz Steinberg. Nachbarorte sind Rosenwinkel und Königsberg im Norden, Wüsten-Barenthin und Bork im Osten, Drewen und Gantikow im Süden, sowie Vehlow im Westen. Der Wohnplatz Bahnhof Wutike liegt an der Bahnstrecke Neustadt–Meyenburg.

## Geschichte

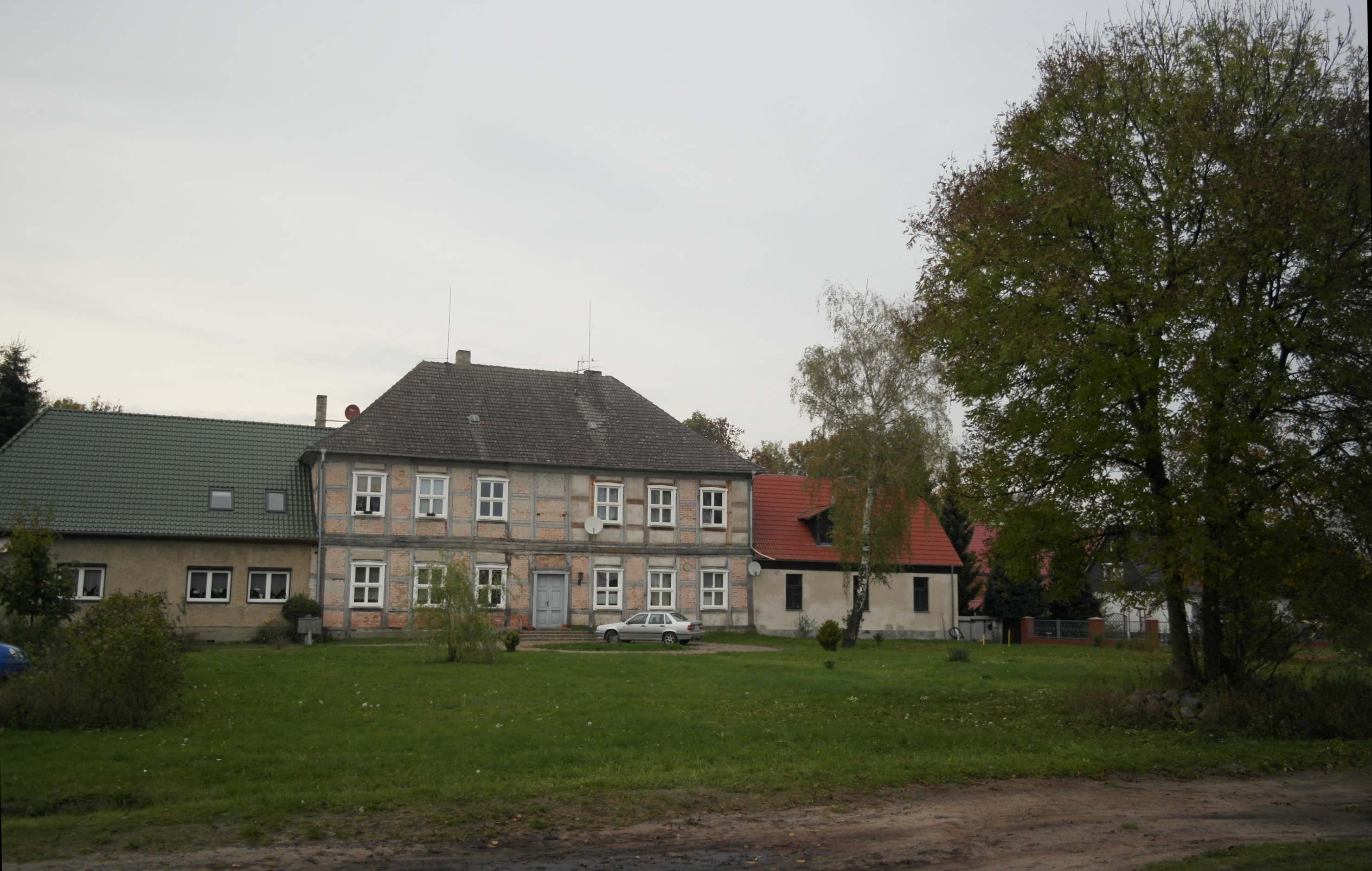
Gutshaus

Frühere Besitzungen in der Ortschaft werden in der genealogischen Fachliteratur den Adelsfamilien von Rathenow, von Grabow und von Blumenthal zugeschrieben. Dazu gehörte einst auch teilweise Nebenbesitz in Zaatzke.
1804 umfasste das Dorf Wuticke und das dazugehörige Gut insgesamt 41 Hufen. Es waren hier zwölf Ganzbauern, 16 Halbbauern, zwei Büdner, 23 Einlieger und zwei Förster tätig. Darüber hinaus gab es eine Mutterkirche, eine Schmiede, eine Wassermühle, 75 Feuerstellen und über 286 Morgen Holz. Zu dieser Zeit waren ein Herr von Platen und ein Herr von Wulffen die Besitzer des postalisch und kirchlich zu Kyritz, im Kyritzischen Kreis in der Prignitz der Mark Brandenburg gehörenden Ortes. Dem damaligen Herrn von Platen zu Wuticke gehörte zudem das zum Ort zählende Büdner Etablissement Wüsten-Barenthin, welches sich fünf Kilometer nordöstlich von hier befindet. Mindestens bis 1878 bestanden in Wutike zwei Rittergüter, Rittergut I mit 864 ha der Familie des Ernst von Platen, Rittergut II mit 245 ha des Karl Viehaak. Die weitere Historie vom Rittergut II ist ungeklärt, der Besitz bleibt in den weiteren Landwirtschaftlichen Güter-Adressbüchern unerwähnt. Vor 1928 war das Platen Gut I verpachtet an Elisabeth Töpfer, Verwalter war ein Major Pohlenk.
Namhafte Gutsherren der von Platen auf Wutike wurden dann u. a. der Ritterschaftsdirektor Werner von Platen, verstorben 1945 in Wutike, verheiratet mit Johanna Gräfin Clairon d`Haussonville, dann zuletzt deren Sohn Hans George von Platen und dessen Ehefrau Christliebe von Bock und Polach. Teilgrundstücke des Gutes wurden nach der Wirtschaftskrise um 1932 versteigert. Die Restgröße des Rittergutes betrug 1939/1940 etwa 855 ha. Die Gutsbesitzerfamilie lebte nach 1945 in Holstein, bei Preetz. Nach dem Ende des NS-Staats kamen Heimatvertriebene aus dem Osten in den Ort, u. a. die Familie des späteren Malers Eberhard Trodler.
Zum 30. Juni 2002 schloss sich Wutike mit 15 anderen Gemeinden zur Gemeinde Gumtow zusammen. Damals hatte die bis dahin selbständige Gemeinde 305 Einwohner.
Einwohnerentwicklung
| Jahr      | 1875 | 1890 | 1910 | 1925 | 1933 | 1946 | 1993 | 1994 | 1995 | 1996 | 1997 | 1998 | 1999 | 2000 | 2001 | 2006 |
| --------- | ---- | ---- | ---- | ---- | ---- | ---- | ---- | ---- | ---- | ---- | ---- | ---- | ---- | ---- | ---- | ---- |
| Einwohner | 583  | 539  | 558  | 543  | 527  | 817  | 356  | 350  | 348  | 338  | 337  | 327  | 322  | 305  | 301  | 294  |

## Kultur und Sehenswürdigkeiten

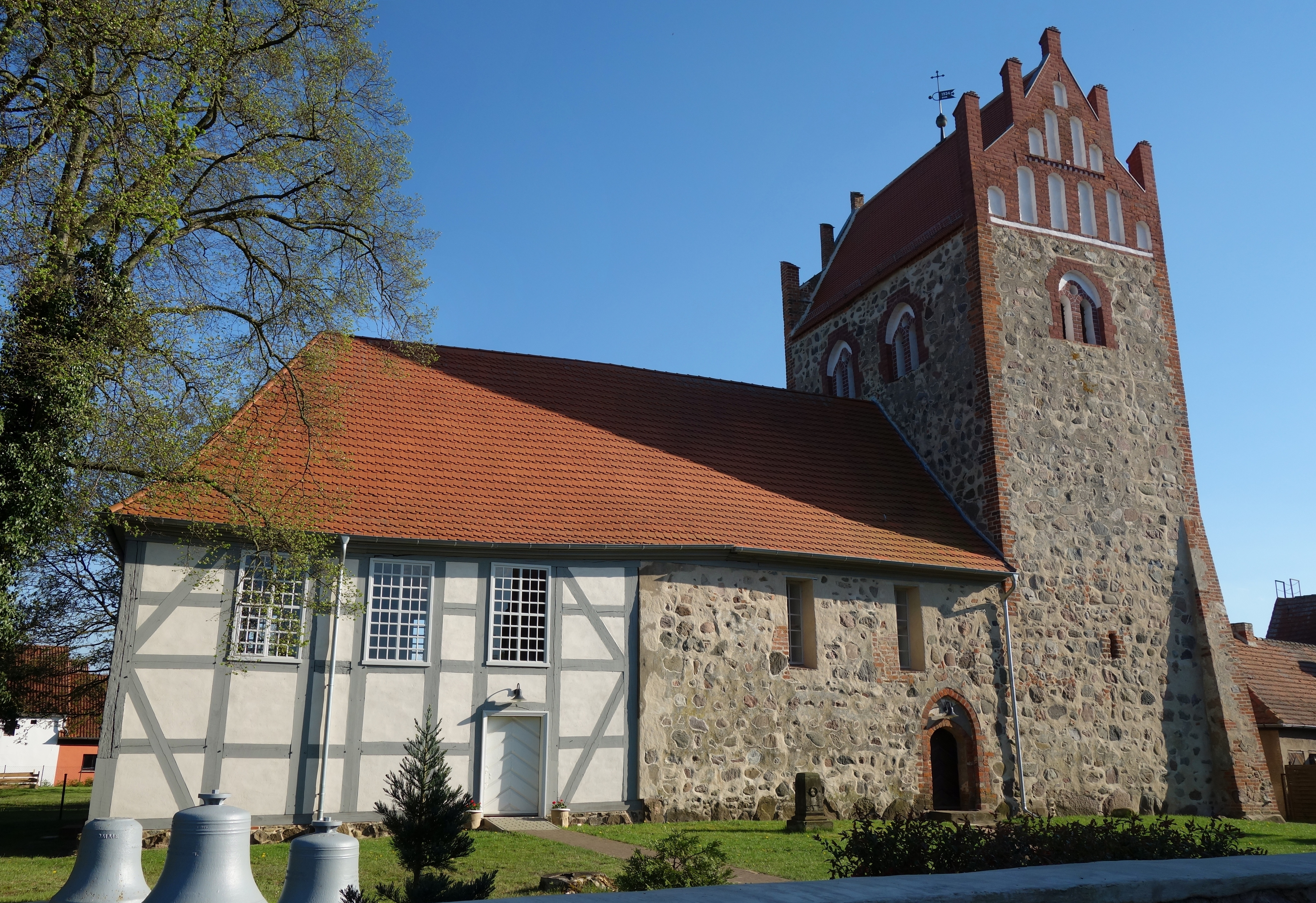
Dorfkirche Wutike

Die spätgotische Dorfkirche Wutike stammt aus dem 15. Jahrhundert, wurde ursprünglich aus Feldsteinen errichtet und um 1630 mit einem Fachwerkanbau ergänzt.
In der Nähe der Jäglitz befindet sich einer der größten Findlinge Brandenburgs. Sein Umfang beträgt rund 15 Meter. Er ragt rund zwei Meter aus dem Erdreich heraus. Er sollte im 19. Jahrhundert als Baumaterial für eine Granitschale dienen, die vor dem Alten Museum im Lustgarten in Berlin-Mitte aufgestellt werden sollte. Da der Zugang zu beschwerlich war, entschlossen sich die Baumeister, stattdessen die Markgrafensteine in den Rauenschen Bergen südlich von Fürstenwalde/Spree in der Nähe des Ortes Rauen abzubauen. Einer Sage zufolge gelangte der Stein durch den Streit zweier Riesen in die Region. Einer der Giganten wollte mit dem Stein von Demerthin aus auf seinen Kontrahenten in Blumenthal werfen. Da er sich jedoch überschätzte, landete der Stein in Wutike.